# ممثلية رومانيا في رام الله
ممثلية رومانيا في رام الله هي الممثلية الدبلوماسية العُليا الرومانية لدى دولة فلسطين. افتتحت الممثلية في عام 2009، وتقع في مدينة البيرة.

## قائمة الممثلون
| الترتيب | رئيس البعثة الدبلوماسية           | تاريخ الاعتماد الدبلوماسي | تاريخ الانتهاء | رئيس رومانيا | رئيس دولة فلسطين | ملاحظات |
| ------- | --------------------------------- | ------------------------- | -------------- | ------------ | ---------------- | ------- |
| 1       | ماريان ستفان                      | 18 فبراير 2008            |                |              | محمود عباس       |         |
|         | مارتن ألبا                        |                           | 2013           |              | محمود عباس       |         |
|         | كاتالين تيرلا                     | 22 أكتوبر 2017            | 2023           |              | محمود عباس       |         |
|         | ميهاي فلورين بلغاريو (Q124302621) | 16 يناير 2024             | لا يزال        |              | محمود عباس       |         |

## وصلات خارجية
- الموقع الرسمي